# Sapajus flavius
Sapajus flavius is een zoogdier uit de familie van de kapucijnapen en doodshoofdaapjes (Cebidae). De wetenschappelijke naam van de soort werd voor het eerst geldig gepubliceerd door Johann Christian von Schreber in 1799.

## Kenmerken
Het holotype werd gevangen, maar later weer losgelaten. Het woog 2920 gram en had een kop-romplengte van 400 mm, een staartlengte van 410 mm, een achtervoetlengte van 120 mm en een oorlengte van 29 mm.
Bijna het hele lichaam is goud- of oranjekleurig, maar de handen en voeten zijn donker. Op het hoofd zit een vierkante, witte vlek. Ook de staart is goudkleurig, maar donkerder dan het lichaam.

## Verspreiding
De soort komt voor in de kustregio's van Alagoas, Paraíba en Pernambuco in het noordoosten van Brazilië.
Er is waarschijnlijk slechts één groep van 18 dieren. Die groep gebruikt een gebied van ongeveer 30 hectare, dat bestaat uit drie stukken bos en een moeras, die omringd worden door suikerrietplantages. Door de lokale bevolking wordt het dier macaco-prego-galago of macaco-prego-laura genoemd. De soort is genoemd naar de familie die het gebied waar dit dier voorkomt bezit, omdat die het leefgebied van dit dier al ruim 30 jaar beschermt. Zij zullen ook proberen het leefgebied van dit dier te vergroten door een herbebossingsprogramma.